# 亞莫爾·托歐斯
亞莫爾·托歐斯（英語：Amor Towles；1964年10月24日—），美国小说家，著有《上流法則》(2011)、 《莫斯科绅士》(2016)，和《林肯公路》 (2021)。 

## 略歷
托歐斯生長於马萨诸塞州波士顿。毕业于耶鲁大学，取得斯坦福大学英语硕士学位。隨後，在斯坦福大学担任研究员。10岁时，托歐斯曾将装有訊息的瓶子扔进大西洋。几周后，收到了哈里森·索尔兹伯里的回信。索尔兹伯里 (Harrison Salisbury) 时任纽约时报总编辑。此后多年，托歐斯和索尔兹伯里一直保持通信。 
耶鲁大学毕业后，托歐斯获得雅禮协会为期两年的奖学金，准备在中国任教。然而，由于1989年的天安门事件，而取消。 
1991年至2012年，托歐斯在纽约担任投资经理和研究总监。
托歐斯將其小說的主要靈感歸功於《巴黎评论》创辦人兼作家的彼得·马西森。 托歐斯的處女作《上流規則》取得了超出预期的成功，使他能提早从投资银行业退休，開始全职写作。 
第二部小说《莫斯科绅士》连续59周登上纽约时报精装畅销书排行榜 ，入围2016年科克斯書評獎，及2018年国际都柏林文学奖。 2022年末，《莫斯科紳士》宣布改編成伊万·麥克格雷戈主演的电视剧。
2021年10月5日，托歐斯出版第三部小说《林肯公路》。《林肯公路》獲亚马逊选为2021年最佳图书。

## 作品

### 小说
- 《上流法則》（. New York: Viking. 2011. ISBN 978-0-670-02269-4.）
- (collection of six interlinked short stories). Penguin. 2013. ISBN 978-1-101-63092-1.
- 《莫斯科紳士》（. New York: Viking. 2016. ISBN 978-0-670-02619-7.）
- (novella). Forward 4. Amazon Original Stories. 2019. ASIN B07VBCYTGR.[18]
- 《林肯公路》（. New York: Viking. 2021. ISBN 978-0-7352-2235-9.）

### 随笔
- Channel a More Romantic Era of Transatlantic Travel , 2016[19]